# 奉国寺
奉国寺位于辽宁省锦州市义县县城内东街北侧，始建于辽开泰九年（1020年），初名咸熙寺；金改奉国寺；因大殿内供有过去七佛，所以又名“大佛寺”或“七佛寺”。1961年被列为第一批全国重点文物保护单位，是中国仅存的三大辽代寺院之一。
辽金元时期是奉国寺的鼎盛时期，到明清时期仅存大雄宝殿，清代续建六角钟亭、四角碑亭、无量殿、牌坊、小山门和西宫禅院。大雄宝殿单檐庑殿顶，坐北朝南，面阔九间，进深五间，单檐四柱，耸立在高台上。台基东西长55.80米，南北宽25.91米，通高24米。大雄宝殿面阔48.20米，进深25.13米，是国内现存最大的两个佛殿之一（小于山西大同华严寺大雄宝殿）。殿内七尊佛像为辽塑，连莲座高8米以上；梁架和斗拱上有辽代彩画，四壁有壁画，画有十佛、八菩萨、十八罗汉等，似为元代作品。无量殿建于清初，单檐歇山顶，面阔三间，进深两间，通面阔16.14米，通进深12.22米。

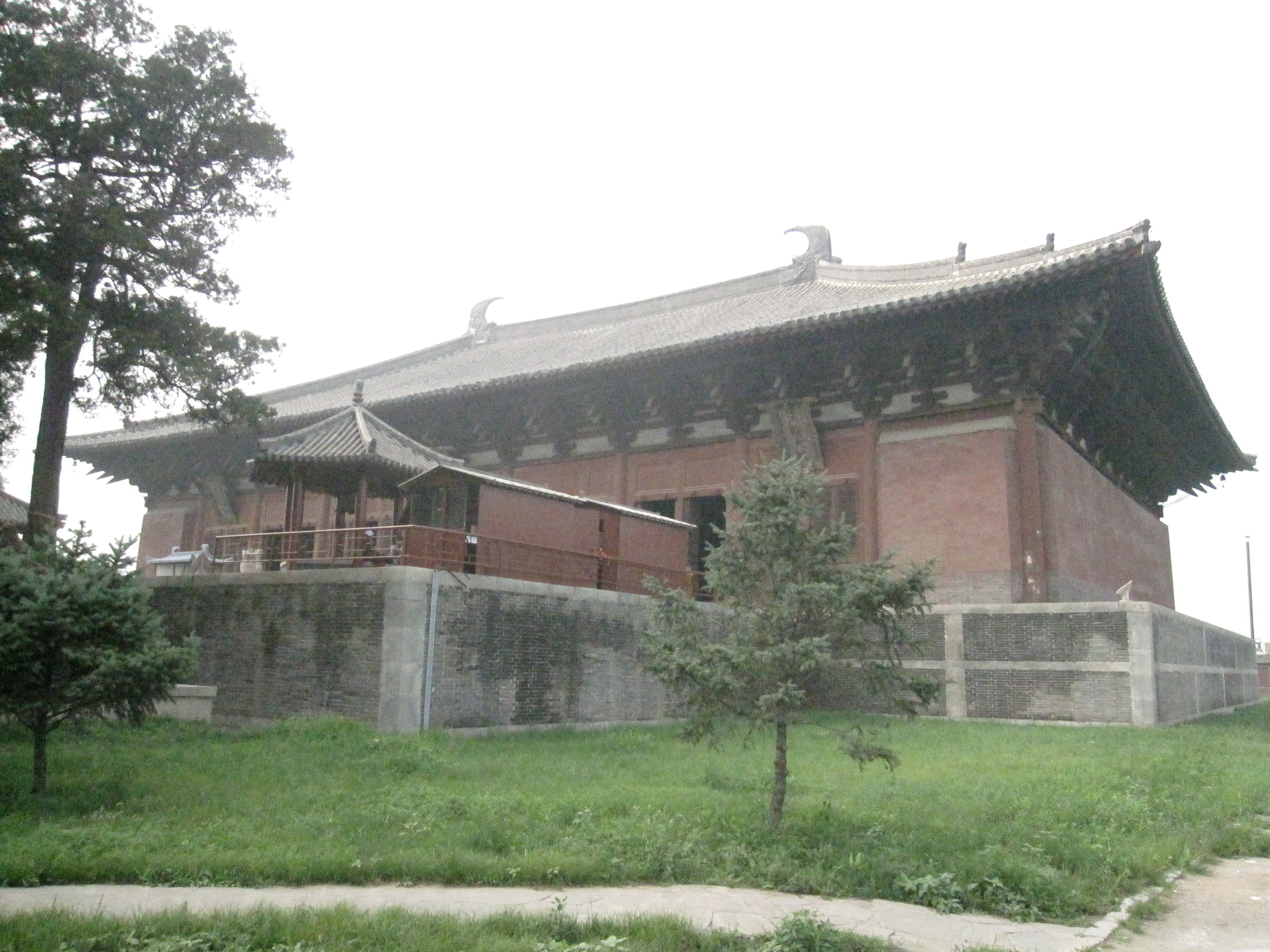
大雄宝殿

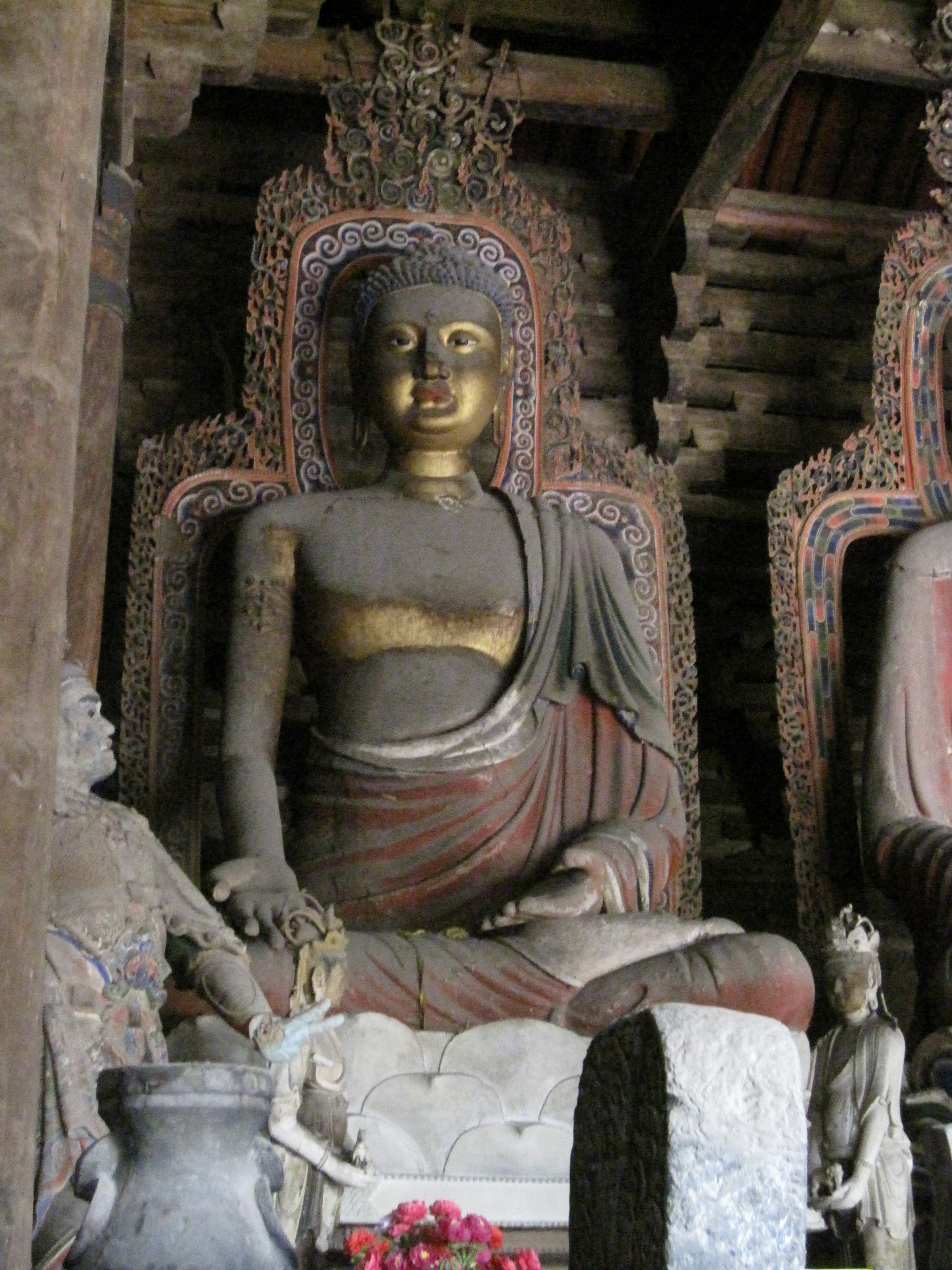
大雄宝殿内佛像